# Campo Santo de Perpinyà

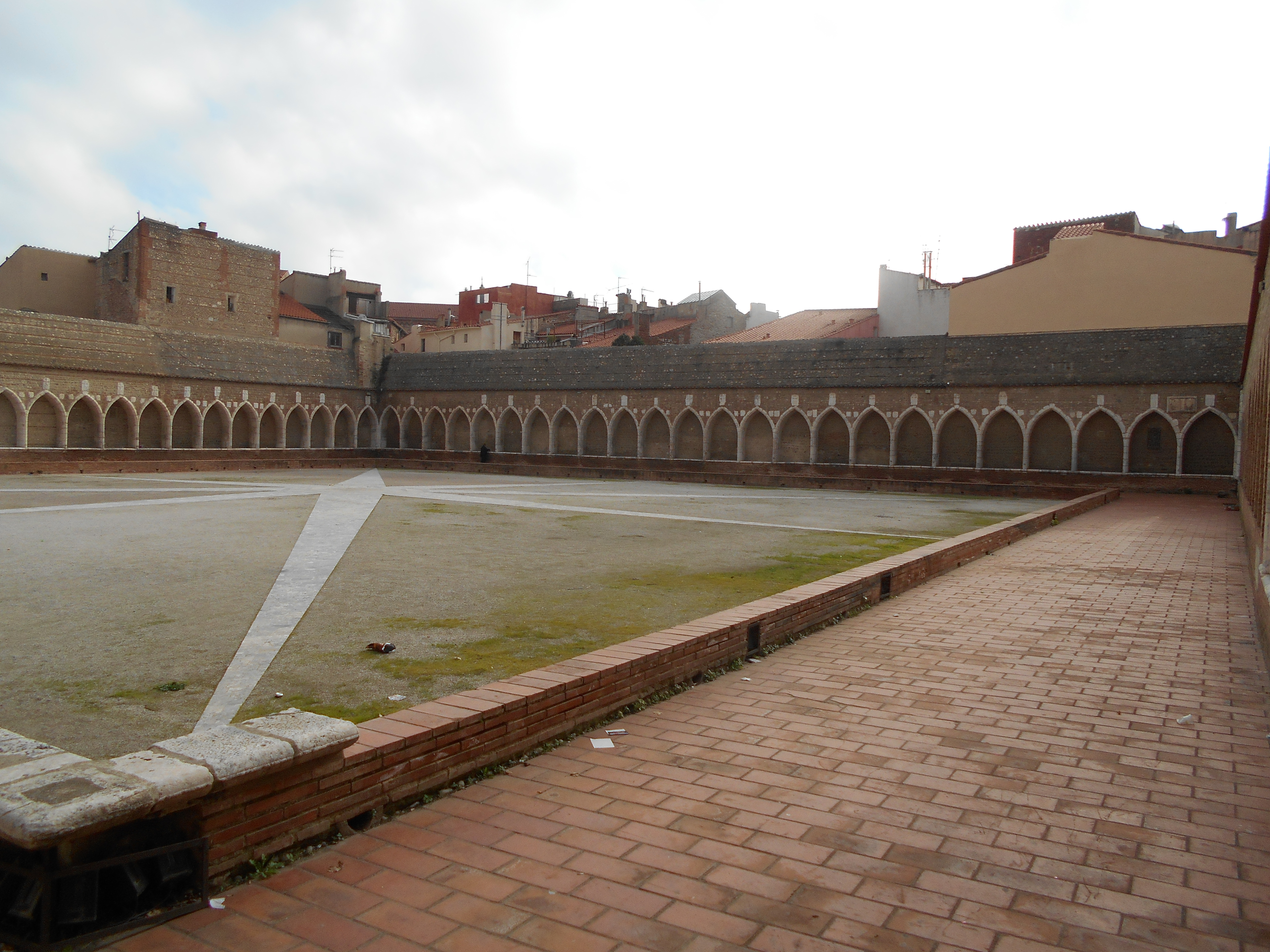
El Campo Santo de Perpinyà, ales sud i oest

El Campo Santo de Perpinyà és l'antic claustre funerari de l'església parroquial, més tard catedral, de Sant Joan Baptista, a la ciutat de Perpinyà, de la comarca del Rosselló, a la Catalunya Nord.
És anomenat d'aquesta manera per influència italiana. Està situat al costat est mateix de la catedral de Sant Joan Baptista i de la capella del Devot Crist. En el seu angle nord-est es troba l'antiga capella funerària de Sant Joan Evangelista, anomenada popularment la Funerària.

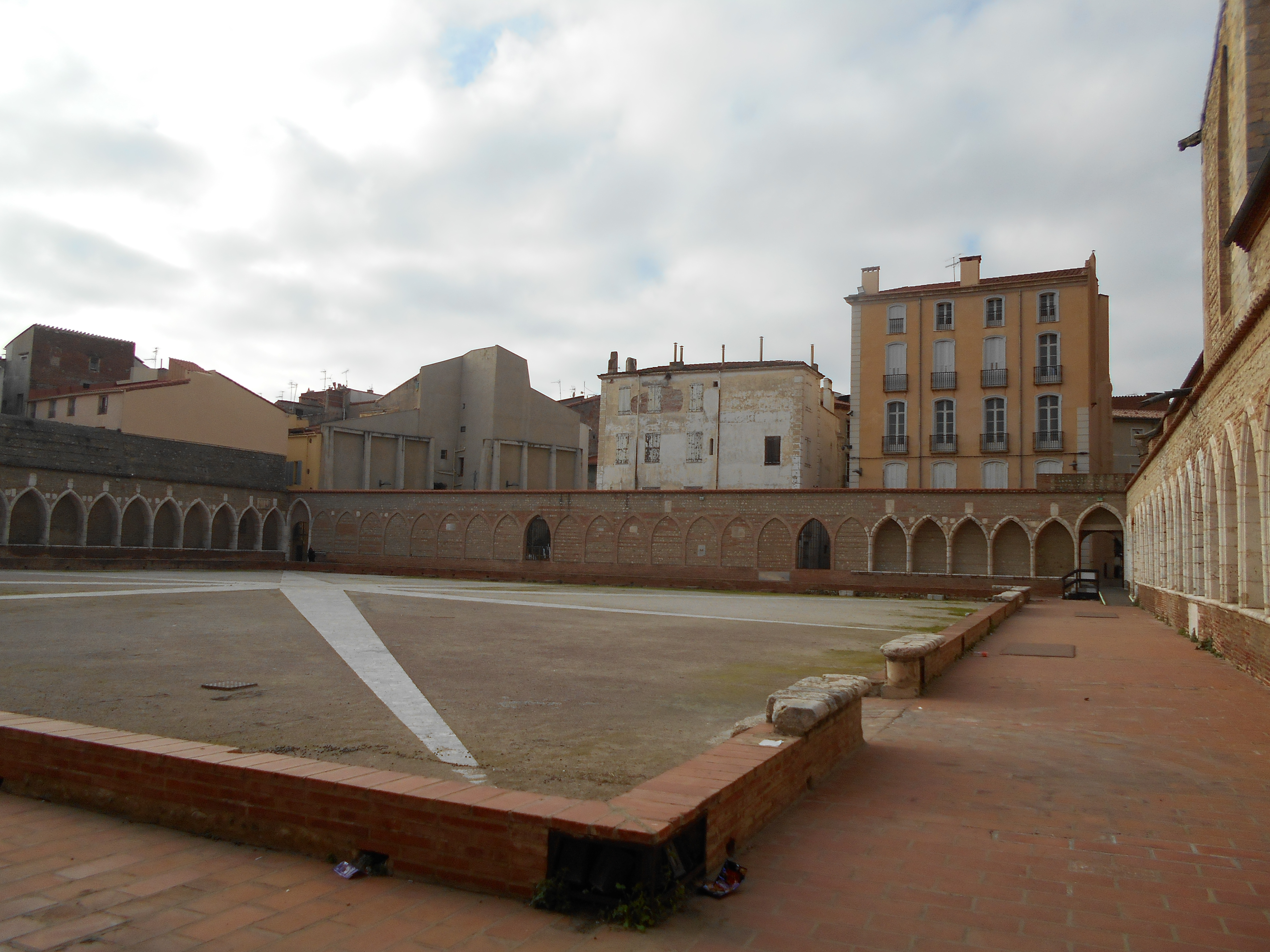
Una altra imatge del claustre: ala occidental, on hi hagué el Seminari

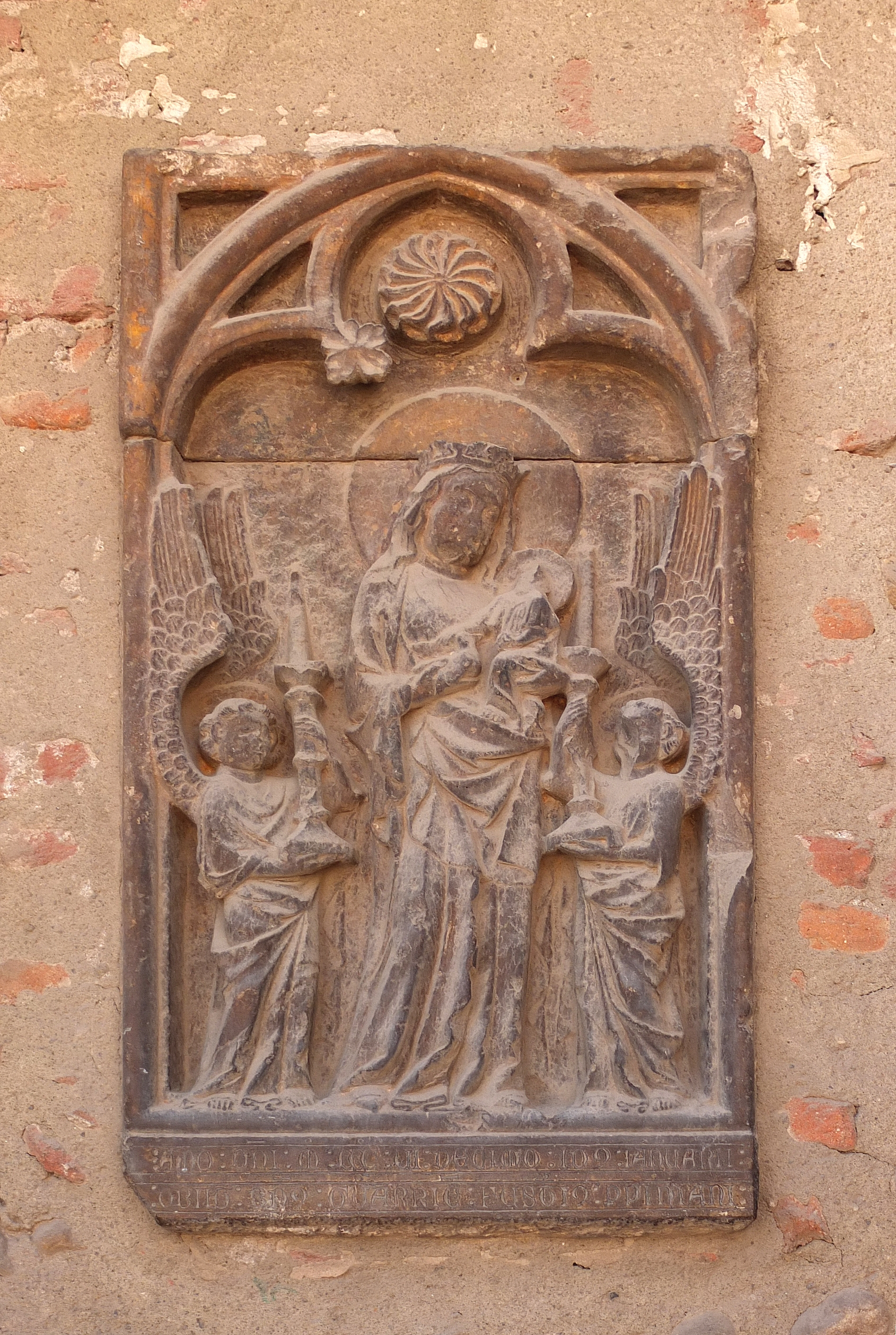
Alt relleu: Mare de Déu

És l'exemple més gran i antic de claustre funerari conservat als Països Catalans. Va ser catalogat com a Monument Històric el 30 de juny del 1910. A la mateixa ciutat de Perpinyà es conserva també una part del claustre funerari de Sant Francesc, al costat de la capella de la Mare de Déu dels Àngels.
Aquest claustre - cementiri es va construir per iniciativa de l'abat Guillem Jordà entre el 1300 i el 1330. Actualment està format per 4 galeries de vers 54 metres de llargada cadascuna, i allotja sobre tres costats una sèrie de nínxols tallats en el calcari del marbre de Baixàs. Les 4 galeries del claustre inicialment tenien un cobert de fusta sostingut per columnes amb capitells esculpits. Les famílies riques de la noblesa i burgesia perpinyanenques hi posseïen nínxols, de formes gòtiques, amb els corresponents escuts d'armes. El 1321 es va foradar un ossari central per a enterrar els més pobres. Després de la Revolució Francesa, l'edifici, en un estat sanitari preocupant, va ser cedit a l'exèrcit, que el va fer servir de dipòsit i de quadra.

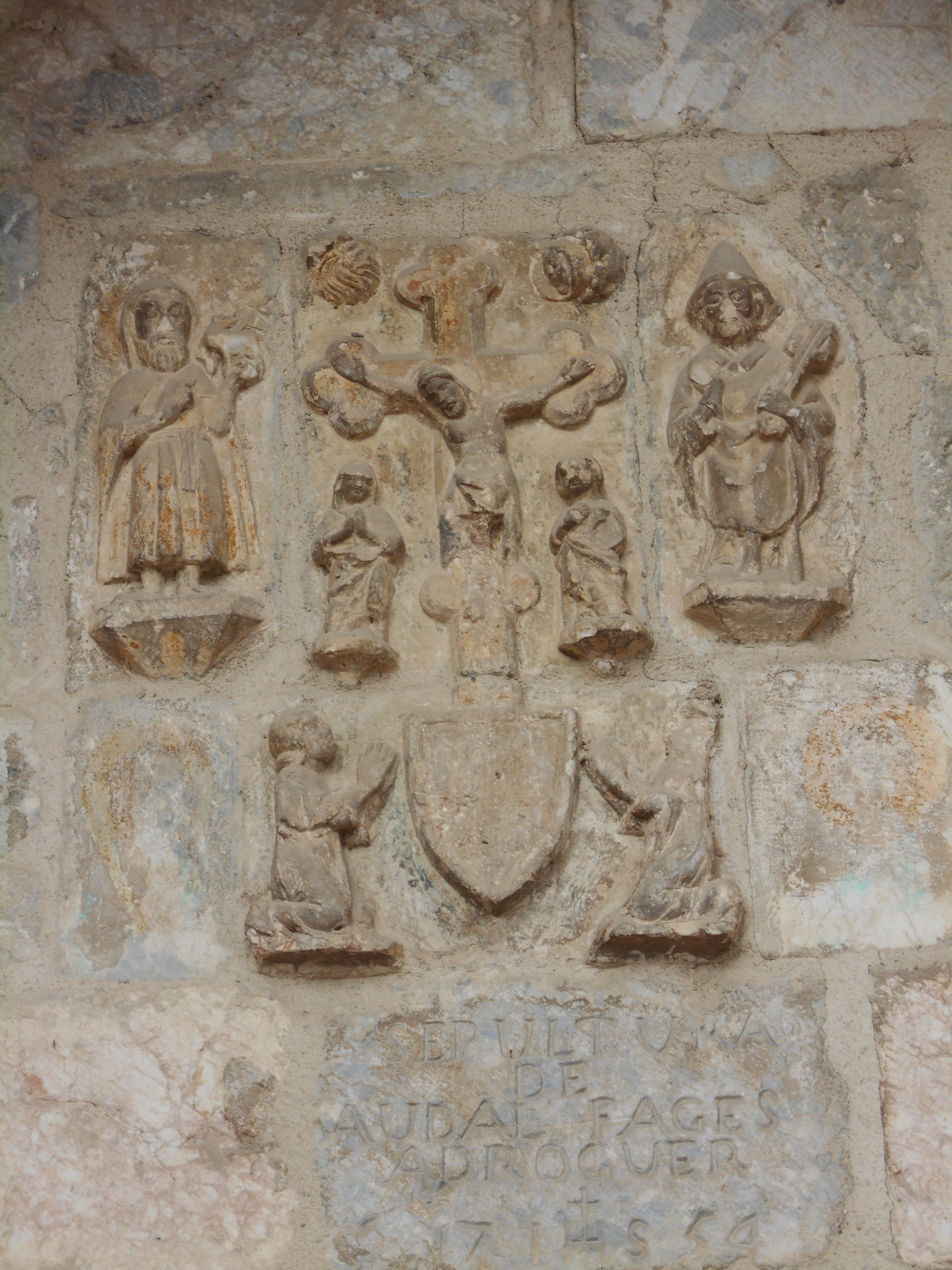
Detall d'ornamentació dels pateons familiars

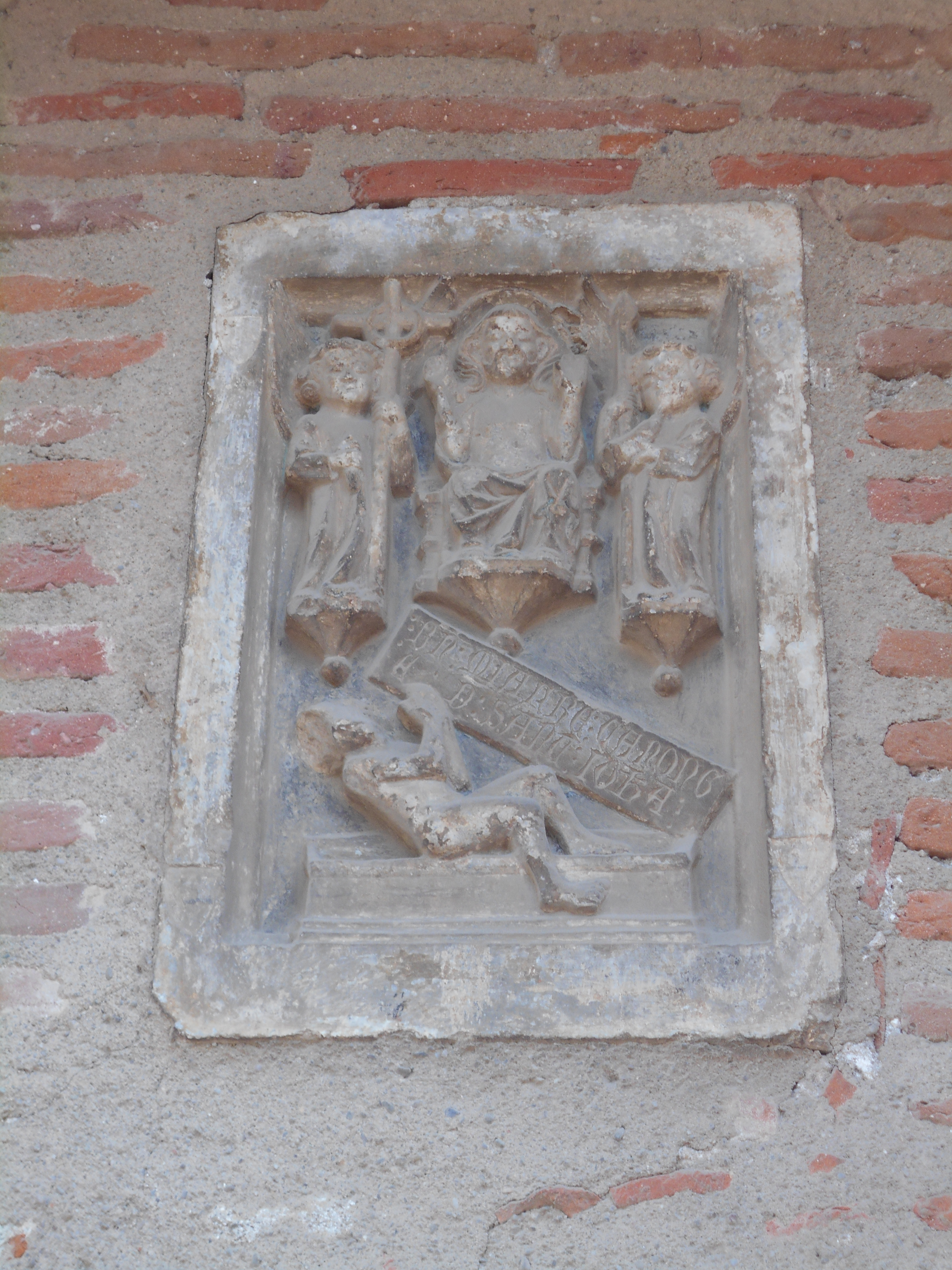
Una altra ornamentació

El 1825, es va demolir la galeria occidental per a construir, a l'interior, un gran seminari diocesà. El 1907, el seminari fou adjudicat al departament, a conseqüència de la llei del 1905 sobre la separació dels béns de l'Església i de l'Estat i s'hi instal·là la gendarmeria. El 1984, a causa d'una restauració i valoració del lloc, es traslladà la gendarmeria. El 1991, es van acabar les obres; la comissió superior dels Monuments Històrics decidí de no restaurar les antigues galeries del claustre - cementeri medieval.
La capella funerària, o capella de Sant Joan Evangelista, que es troba al costat nord-est, és d'estil gòtic, i va ser construïda a finals del segle xiv gràcies a donatius privats. Al segle xv va canviar la seva funció funerària per tal de servir de sala de curs, i va esdevenir el 1601 sala capitular del capítol d'Elna, quan la major part dels canonges, i el mateix bisbe, residia a Perpinyà, malgrat que la seu del bisbat era encara la ciutat d'Elna. A ran de la revolució, la capella va ser desafectada. Al cap de 200 anys, el 1993, començaren les obres de restauració. Els vitralls, de l'artista americana Shirley Jaffe i del mestre vidrier Jean Mauret, van ser inaugurats el 1999.